# Амблар-Дон
Амбла́р-Дон (итал. Amblar-Don) — коммуна в Италии, расположена в автономной области Трентино-Альто-Адидже, подчиняется административному центру Тренто.
Население коммуны, на 01.01.2025 года, составляет 555 человек, плотность населения ─ 27,60 чел./км². Коммуна занимает площадь 20,11 км². 
Почтовый индекс — 38011. Телефонный код — 0463.
Покровителем коммуны почитается святой Вигилий из Тренто, день его памяти ежегодно отмечается 26 июня.

## История
Новая коммуна Амблар-Дон была создана 1 января 2016 года в результате объединения соседних муниципалитетов Амблар с 247 жителями и Дон — с 274.

## Климат
Согласно климатической классификации итальянских муниципалитетов, коммуна Амблар-Дон входит в климатическую зону F, количество градусо-дней составляет 3913.

## Демография
Динамика населения

## Администрация коммуны
Главой коммуны является мэр Мария Дзанотелли, с 5 мая 2025 года.